# Toro Rosso STR1
El Toro Rosso STR1 fue el coche con el que el equipo Toro Rosso compitió en la temporada 2006 de Fórmula 1. Fue pilotado por Vitantonio Liuzzi, que había comenzado cuatro grandes premios para el equipo hermano Red Bull Racing en 2005, y Scott Speed, que fue primer piloto estadounidense en competir en la F1 desde Michael Andretti en 1993.
La temporada 2006 marcó un nuevo comienzo para el equipo antes conocido como Minardi. Red Bull compró la estructura que competía en la F1 desde hace veinte años y la renombró traduciendo el nombre de la marca al italiano. La nueva escudería heredó el equipo técnico de Minardi y sólo su fábrica en Faenza solamente, quedándose su ex-propietario Paul Stoddart con la fábrica de Minardi en Ledbury. Un acuerdo permitió al equipo utilizar motores V10 restringidos, en lugar de los nuevos V8 que se introdujeron en esa temporada.
Esto permitió a Toro Rosso utilizar una versión casi idéntica de Red Bull RB1 del año anterior, junto con los mismos motores Cosworth con potencia restringida bajo la fórmula de equivalencia de la FIA. Tanto el uso del chasis como del motor V10 mantuvo controversias a lo largo de la temporada, ya que el acuerdo para usar el motor V10 se hizo para beneficiar a un equipo Minardi con grandes dificultades económicas, no a una empresa rica como Red Bull. Sin embargo, esta controversia se disipó a medida que avanzaba la temporada, ya que los temores sobre la potencial ventaja de rendimiento del motor V10 resultó ser infundada.
Esto se debió en gran parte al uso de un chasis antiguo, a la ventaja del par del motor V10 anulada por el control de tracción, y la falta de desarrollo y a la falta de tests de neumáticos. Sin embargo, el equipo en general era más competitivo que Midland/Spyker y Super Aguri, y Vitantonio Liuzzi fue capaz de anotar un punto en Indianápolis.
El equipo finalmente terminó noveno en el Campeonato de constructores, con un punto.

## Resultados
(Clave) (negrita indica pole position) (cursiva indica vuelta rápida)

| Año  | Motor                   | Neu. | N.º | Pilotos           | 1   | 2   | 3   | 4   | 5   | 6   | 7   | 8   | 9   | 10  | 11  | 12  | 13  | 14  | 15  | 16  | 17  | 18  | Puntos | Pos. |
| ---- | ----------------------- | ---- | --- | ----------------- | --- | --- | --- | --- | --- | --- | --- | --- | --- | --- | --- | --- | --- | --- | --- | --- | --- | --- | ------ | ---- |
| 2006 | Cosworth TJ2005 3.0 V10 | M    |     |                   | BHR | MYS | AUS | SMR | EUR | ESP | MON | GBR | CAN | USA | FRA | GER | HUN | TUR | ITA | CHN | JPN | BRA | 1      | 9º   |
| 2006 | Cosworth TJ2005 3.0 V10 | M    | 20  | Vitantonio Liuzzi | 11  | 11  | Ret | 14  | Ret | 15≠ | 10  | 13  | 13  | 8   | 13  | 10  | Ret | Ret | 14  | 10  | 14  | 13  | 1      | 9º   |
| 2006 | Cosworth TJ2005 3.0 V10 | M    | 21  | Scott Speed       | 13  | Ret | 9   | 15  | 11  | Ret | 13  | Ret | 10  | Ret | 10  | 12  | 11  | 13  | 13  | 14  | 18  | 11  | 1      | 9º   |